# Nemesio Jiménez
Pour les articles homonymes, voir Jiménez.
Jiménez  Garrido est un nom espagnol. Le premier nom de famille, en général paternel, est Jiménez ; le second, en général maternel, souvent omis, est Garrido.
Nemesio Jiménez Garrido, né le 10 février 1946 à Tolède, est un coureur cycliste espagnol, professionnel de 1969 à 1975.
Durant sa carrière, il a notamment gagné une étape du Tour d'Espagne en 1969 et participé aux Jeux olympiques de Mexico en 1968.

## Palmarès
- 1968
  - Clásica a los Puertos de Guadarrama
- 1969
  - 11e étape du Tour d'Espagne
  - Gran Premio Nuestra Señora de Oro
  - 3e du Gran Premio Navarra
- 1970
  - 3e du championnat d'Espagne sur route
- 1971
  - GP Santander
- 1972
  - 6eb étape du Tour d'Espagne (contre-la-montre par équipes)
- 1974
  - Prologue du Critérium du Dauphiné libéré (contre-la-montre par équipes)
  - 1re étape du Tour de La Rioja
- 1975
  - 3e du Tour du Levant

## Résultats sur les grands tours

### Tour de France
3 participations
- 1969 : 61e
- 1970 : 74e
- 1971 : 61e

### Tour d'Espagne
6 participations
- 1969 : 64e, vainqueur de la 11e étape
- 1970 : 32e
- 1971 : 32e
- 1972 : 44e, vainqueur de la 6eb étape (contre-la-montre par équipes)
- 1973 : 36e
- 1975 : abandon (13e étape)

### Tour d'Italie
1 participation
- 1973 : 66e

## Jeux olympiques
- Mexico 1968 : 12e du contre-la-montre par équipes[1]